# Pól Thorsteinsson
Pól Thorsteinsson (født 17. november 1973 i Vágur) er en færøsk fodboldspiller.

## Karriere
- 1991-1996 – VB Vágur
- 1996 - OB
- 1997 - VB Vágur
- 1998-1999 – B36
- 2000 – Valur, Island [1]
- 2001 – B36
- 2002 – NSÍ
- 2003-2005 – B36
- 2006-2007 – NSÍ
- 2007-2009 – VB/Sumba

## Færøerne Cup – Løgmanssteypið
Thorsteinsson har tre gange vundet det såkaldte "Løgmanssteypið" (før hed det "Ísafjarðasúlan"): 
- 2001 med B36
- 2002 med NSÍ
- 2003 med B36 (Løgmanssteypið kaldes Faroe Islands Cup på engelsk)

## Færøsk mesterskab
Tre gange har Thorsteinsson vundet Færømesterskabet i fodbold: 
- 2001 og 2005 med B36
- 2007 med NSÍ.

## Topscorer for VB Vágur
I 2009 scorede Thorsteinsson sit 50. mål for VB/Sumba (før 2005 hed boldklubben kun VB, siden 1. januar 2010 hedder fodboldklubben FC Suðuroy). Han var ligeledes topscorer for sit hold i 1993 med 6 mål).

## Landsholdskarriere
Han har spillet 37 kampe for det færøske landshold i fodbold i perioden 1997 til 2004 hvor han spillede i forsvaret.